# Jaakko Keränen

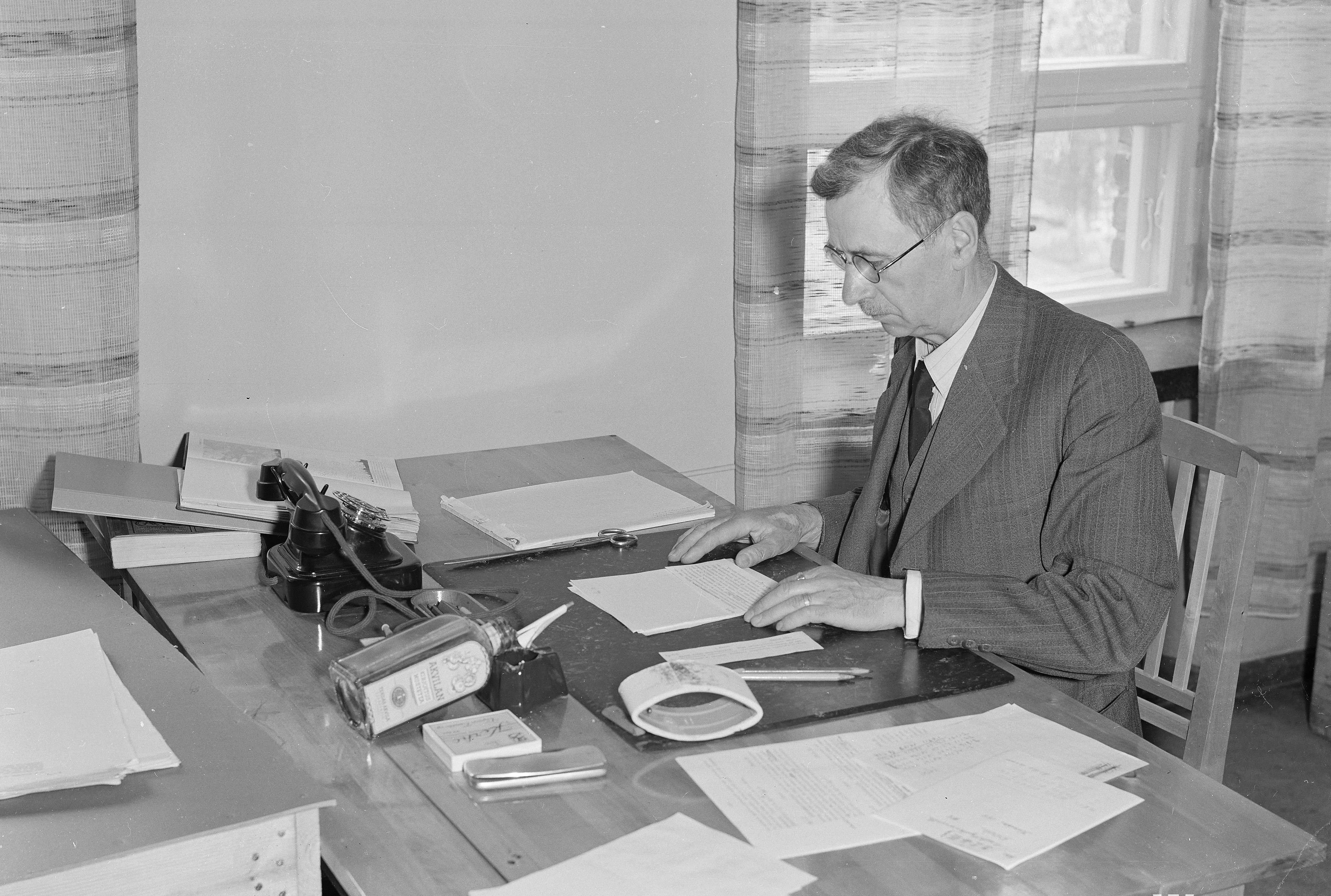
Jaakko Keränen.

Jaakko Keränen, född 1 juni 1883 i Paldamo, död 6 juni 1979 i Helsingfors, var en finländsk meteorolog. 
Keränen, som var son till jordbrukare Adolf Keränen och Anna Leinonen, blev student 1904, filosofie kandidat 1910, filosofie magister 1912, filosofie licentiat 1924 och filosofie doktor 1927. Han var magnetiker vid Meteorologiska centralanstalten 1911–1919, tillförordnad geodet vid Geodetiska institutet 1918–1921, avdelningschef vid Meteorologiska centralanstalten 1921 och dess direktor 1933–1953. Han var även docent vid Helsingfors universitet 1930–1953 och chef för väderleksbyrån vid högkvarteret 1941–1944. 
Keränen var föreståndare vid Magnetiska observatoriet i Sodankylä 1914–1917. Han var skattmästare i Finska Vetenskapsakademien 1941–1955, sekreterare i dess observatoriekommitté 1919–1945, ordförande i den 1950–1963, sekreterare i geodetisk-geofysiska nationalkommittén 1930–1942, ordförande 1953–1960 och medlem av Alfred Kordelins stiftelse från 1936. 
Keränen skrev omkring 140 publikationer över jordmagnetism, meteorologi, jordtemperatur och klimatologi. Han var ledamot av Finska Vetenskapsakademien (sedan 1926), av American Geophysical Union och professionell medlem av American Meteorological Society. Han blev hedersledamot av Ungerns meteorologiska sällskap, Lapin sivistysseura 1957, av Finlands flygförbund 1958, av Finska Forstsamfundet och Finlands agrarvetenskapliga sällskap 1959 samt var hedersordförande i Magnetiska kartkommittén för Internationella unionen för geodesi och geofysik. Han blev hedersdoktor vid Helsingfors universitet 1958 och tilldelades Finska Vetenskapsakademiens hederspris 1962.